# Joachimkroniek
De Joachimkroniek (Russisch: Иоакимовская Летопись) (of Ioachimkroniek of IoakimKroniek) is naar verluidt een kroniek die zou zijn ontdekt door Vasili Tatisjtsjev in de 18e eeuw. Tatisjtsjev dacht dat de kroniek was geschreven door Joachim van Chersonesos († 1030) en gebruikte het voor zijn boek Geschiedenis van Rusland. Later onderzoek wees echter uit dat de kroniek waarschijnlijk veel later is samengesteld uit eerdere bronnen; in de 17e eeuw door patriarch Joachim († 1690). 
De oorspronkelijke kroniek zou vervolgens verloren gegaan zijn, zodat de inhoud ervan moet worden afgeleid uit het boek van Tatisjtsjev. De kroniek beschrijft een aantal gebeurtenissen van voor de 10e eeuw in het gebied dat later het Kievse Rijk en de Republiek Novgorod vormde. De authenticiteit van de kroniek is betwist, met name wanneer deze wordt vergeleken met eerdere gebeurtenissen. De Joachimkroniek is het beruchtste voorbeeld van "Tatisjtsjev-informatie", teksten die Tatisjtsjev heeft opgenomen in zijn boek, maar die in geen enkele andere historische bron terug te vinden zijn en mogelijk door hemzelf verzonnen.